# Zuid-Rhodesië
Zuid-Rhodesië was tussen 1923 en 1980 de naam van het huidige Zimbabwe. Tussen 1965 en 1979 had het gebied zichzelf onafhankelijk verklaard en stond het land bekend als de Republiek Rhodesië. De naam Rhodesië werd door sir Leander Starr Jameson in 1895 aan het gebied gegeven ter ere van Cecil John Rhodes.
In 1923 nam het Verenigd Koninkrijk het bestuur over het zuiden van Rhodesië over van de British South Africa Company (BSAC). Zuid-Rhodesië kreeg zelfbestuur, waaraan alleen de blanke bevolking deelnam. In 1953 ging Zuid-Rhodesië op in de Federatie van Rhodesië en Nyasaland. Toen deze eind 1963 uiteenviel mocht Zuid-Rhodesië, in tegenstelling tot Malawi en Zambia, niet onafhankelijk worden omdat de blanke bevolkingsminderheid weigerde de zwarte meerderheid aan het bestuur te laten deelnemen. De blanken riepen daarop in 1965 eenzijdig de onafhankelijkheid uit en vormden de Republiek Rhodesië. In 1979 werd Zuid-Rhodesië weer een Britse kolonie om in 1980 als Zimbabwe onafhankelijk te worden.